# Ed Lee
Edwin Mah Lee, detto Ed (李孟賢T, Lǐ MèngxiánP; Seattle, 5 maggio 1952 – San Francisco, 12 dicembre 2017), è stato un politico statunitense, già sindaco di San Francisco.